# آنا پاولوا
آنا پاولوا (روسی: Анна Павловна (Матвеевна) Павлова؛ زاده ۳۱ ژانویهٔ ۱۸۸۱ درگذشته ۲۳ ژانویهٔ ۱۹۳۱) بالرین اهل روسیه بود.
آنا پاولووا یکی از پیشگامان باله و رقص پرداز روسی با تأسیس کمپانی باله خود در سال ۱۹۱۱ میلادی، اولین بالرین روسی بود که در کشورهای مختلف نمایش برگزار کرد.

## نگارخانه

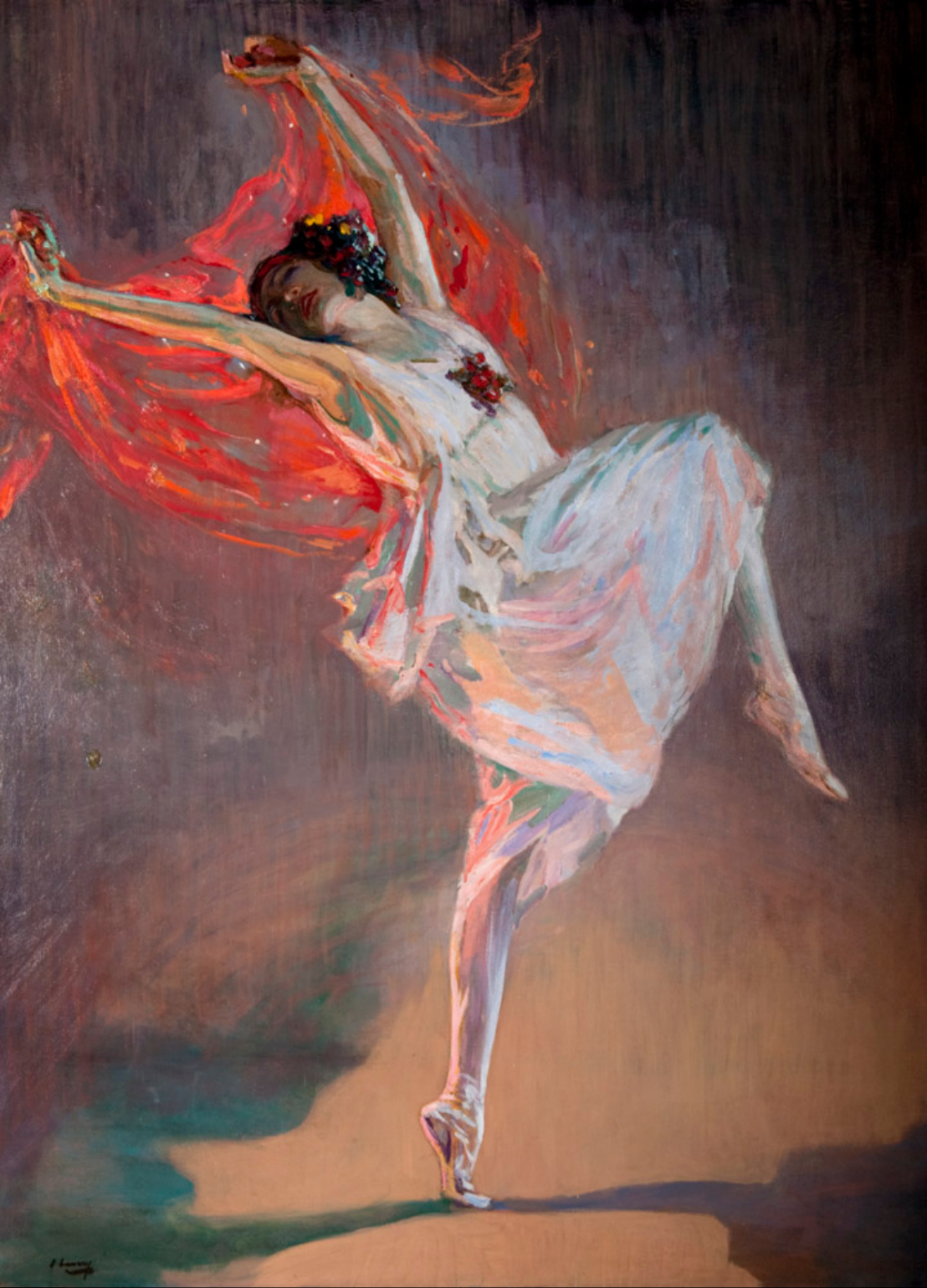
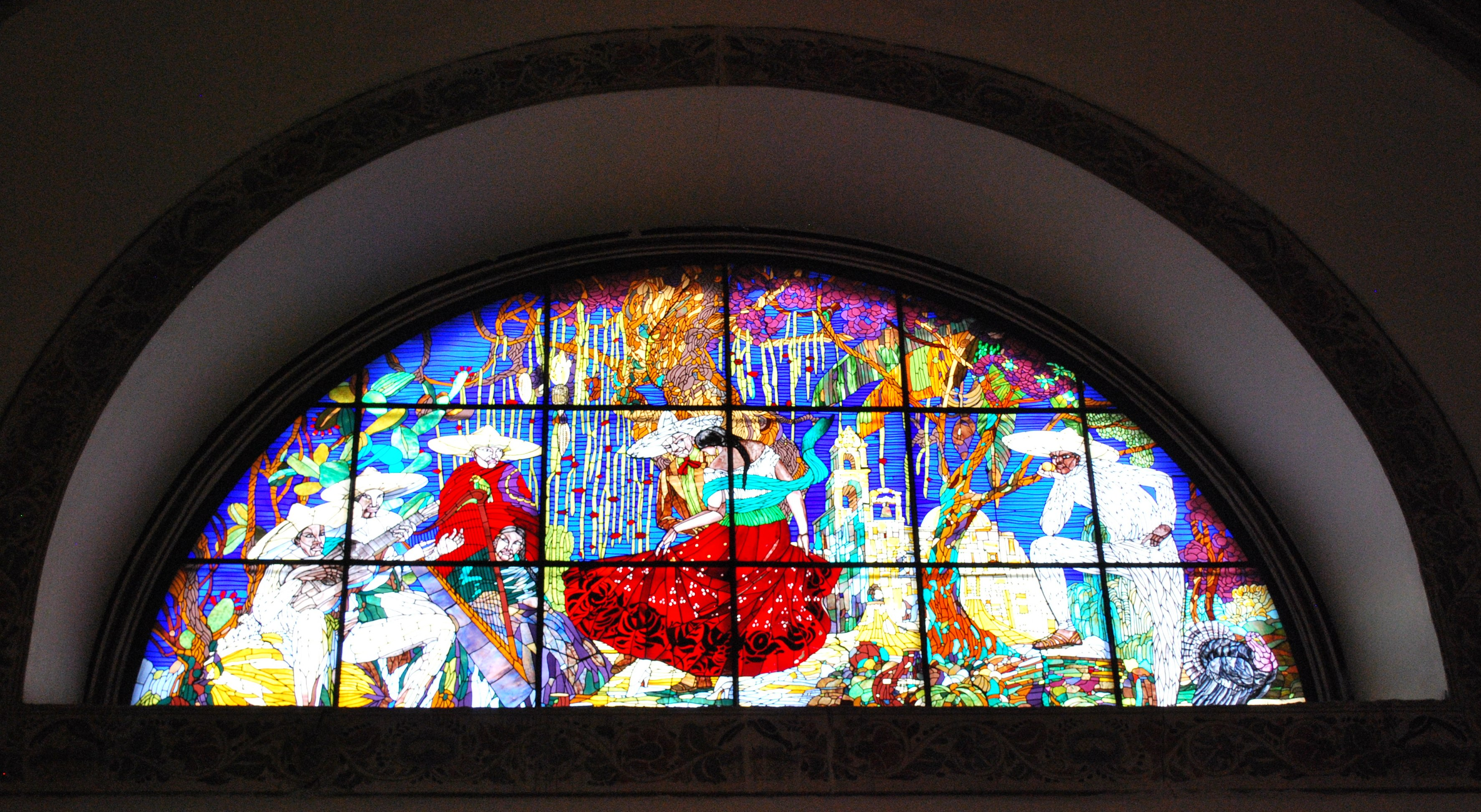
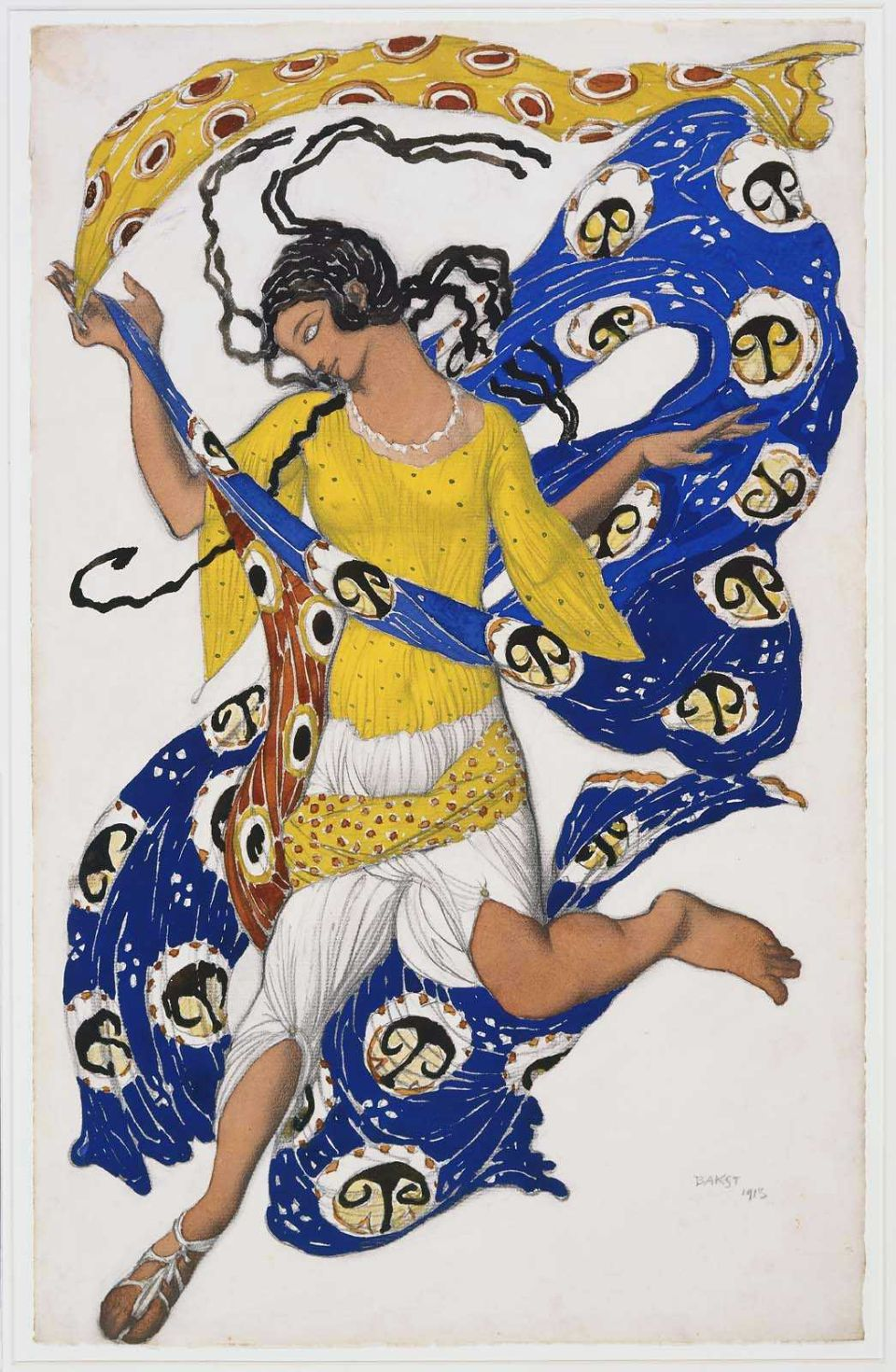
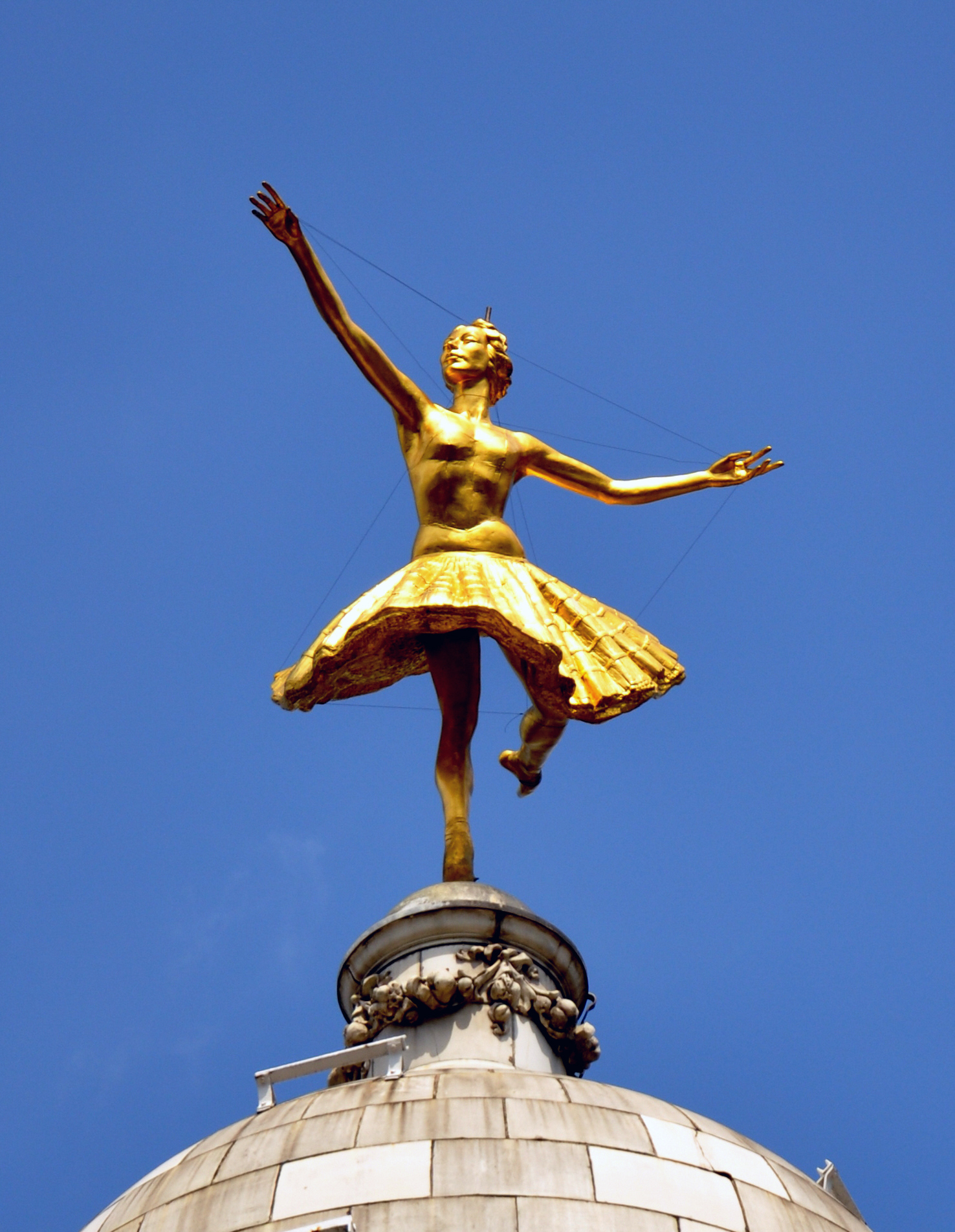
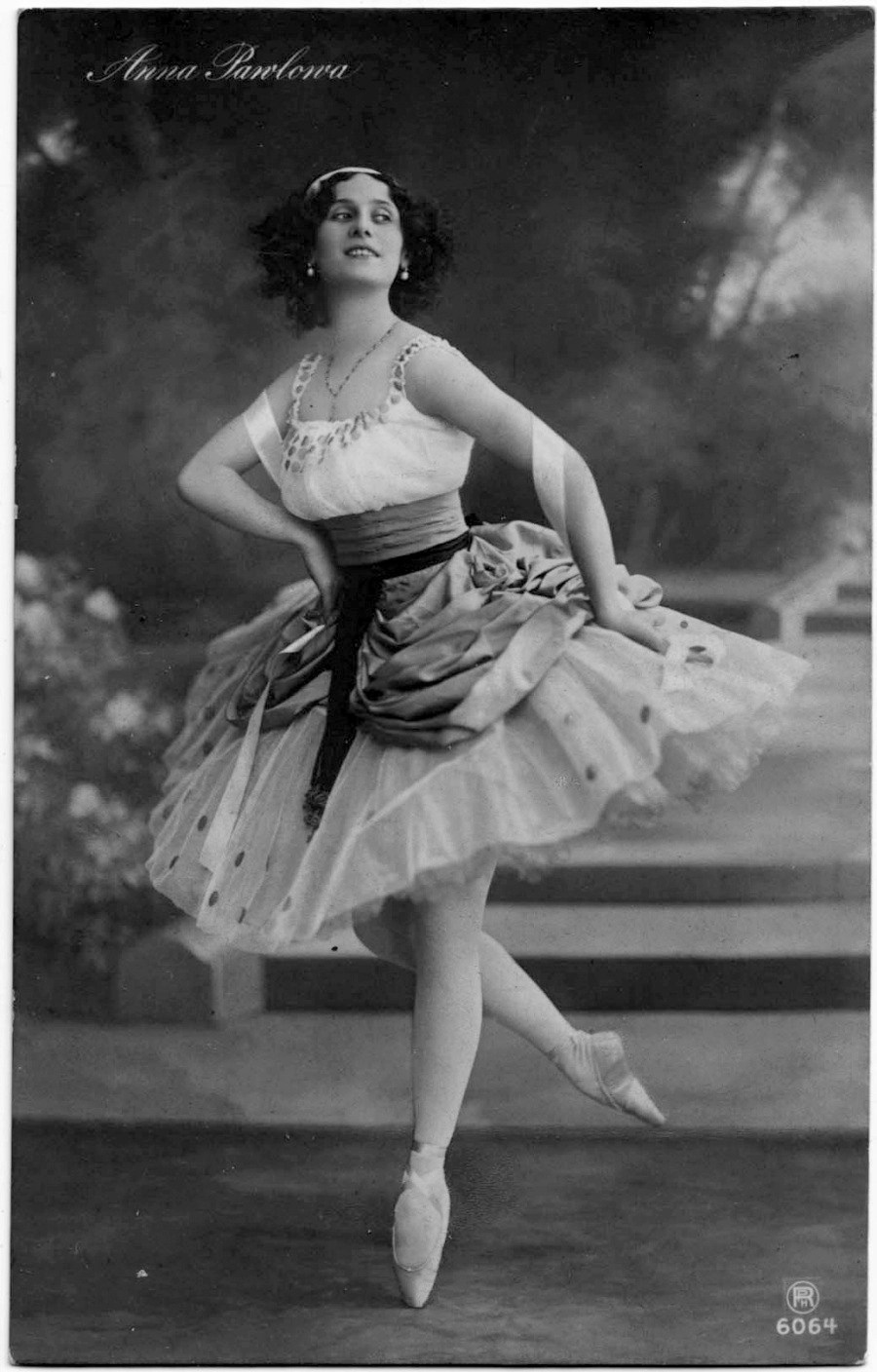
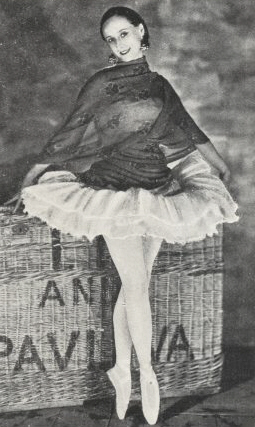